# 카놈 찐
카놈 찐(태국어: ขนมจีน)은 태국의 쌀국수이다. 비록 "카놈(ขนม)"은 "국수", "찐(จีน)"은 "중국"이라는 뜻이지만, 카놈 찐은 타이인이 중국에서 건너오기 전에 태국 중부에 거주하던 몬족 음식에 그 기원을 둔다.

## 어원
"삶은 국수"를 뜻하는 몬어 "하놈찐(ခၞံစိန်)"이 어원인 것으로 추정된다.

## 같이 보기
- 쌀국수